# Rete filoviaria di Atene
La rete filoviaria di Atene è la rete di linee filoviarie che serve la capitale ellenica e i comuni ad essa conurbati.

## Storia
I primi filobus arrivarono in Grecia dall'Italia come risarcimento dei danni bellici e si trattava di dodici piccoli Fiat 656F/561 Fiat Materfer CGE, numerati nella serie 700 (701-712): due di questi sono arrivati ai nostri giorni e precisamente il 704 accuratamente restaurato ed ogni anno, in corrispondenza della Pasqua ortodossa, torna a circolare al Pireo sulla linea 20 (Kastela-Pireo) che lo aveva visto protagonista per molti anni; la vettura 705, ormai un rottame, è conservata solo per impiegare pezzi di ricambio, ora introvabili, per il 704 (cannibalizzazione).
Il servizio filoviario cominciò al Pireo nel 1949, ad Atene nel 1954 con veicoli esclusivamente italiani, prima acquistati nuovi, successivamente usati man mano che le aziende di trasporto italiane accantonavano i filobus.
Negli anni '80 avveniva un ricambio generazionale fra i filobus italiani, ormai obsoleti, con quelli russi, di produzione più recente.
Nel 1988 si realizzava il congiungimento delle due reti filoviarie suddette e nel 1990 il primo filobus raggiungeva il Pireo da Atene.
Nel biennio 2003-2004 il parco veicoli di produzione sovietica fu completamente rimpiazzato da veicoli ecologici di nuova generazione, assemblati in Grecia dalla ELVO (Ellinikì Viomichanìa Ochimaton) su licenza della Van Hool.

## Rete
La rete filoviaria della conurbazione Atene-Pireo si estende per un totale di 404 chilometri, diventando la più estesa dell'Europa occidentale, con una ventina di linee per circa 600 fermate complessive. I veicoli percorrono ogni anni 12 milioni di chilometri trasportando circa 82 milioni di passeggeri.

## Vetture
Dal 2000 è cominciato il rinnovamento delle vetture con l'acquisto di nuovi filobus a marchio Neoplan e Van Hool e l'accantonamento graduale dei modelli di vecchia produzione, acquistati dalla Russia tra la fine degli anni '70 ed i primi anni '90: gli ultimi esemplari circolanti, gli "ZIU 9", nel 2005 sono stati donati alla rete di Belgrado.
Per le Olimpiadi del 2004 sono giunti ad Atene altri modelli Neoplan, alcuni dei quali articolati, da instradare sulle linee più trafficate.
Attualmente il parco veicoli filoviari della conurbazione Atene-Pireo è composta da 366 filobus, 51 dei quali articolati e 315 biassiali.

## Depositi
La rete è servita da tre depositi:
- Attiki, in corrispondenza degli omonimi quartiere e fermata della metropolitana.
- Nea Filadelfia, deposito all'aperto su due livelli, il livello più alto è sul tetto delle officine.
- Petrou Ralli, il più grande.